# コンパイル丸
コンパイル丸株式会社（コンパイル）は、千葉県に拠点を置く日本のゲームメーカー。「コンパイル○」名義でゲームソフトを展開している。
落ち物パズルゲーム『ぷよぷよ』で知られるコンパイルの創業者である仁井谷正充が、自身が開発した落ち物パズルゲーム『にょきにょき』を販売するために設立した。
後に、『ぷよぷよ』の原型として当時開発途中だったMSX用ソフト『どーみのす』のデータを元に『どみのん』として完成させ、500本限定販売が行われた。

## 代表作
- にょきにょき たびだち編 - ニンテンドー3DS用ダウンロードソフト / 2016年11月16日配信開始
- どみのん - プロジェクトEGG用ダウンロードソフト / 2017年6月22日配信開始・500本限定販売